# Neotanypeza flavohirta
Neotanypeza flavohirta är en tvåvingeart som först beskrevs av Günther Enderlein 1913.  Neotanypeza flavohirta ingår i släktet Neotanypeza och familjen långbensflugor. Inga underarter finns listade i Catalogue of Life.